# Beatrice av Savojen (1223-1259)
Beatrice av Savojen, född 1223, död 1259, var en italiensk adelskvinna, markisinna av Saluzzo 1233-1244 som gift med markis Manfred III av Saluzzo och drottning av Sicilien 1258-1259 som gift med Manfred av Sicilien. 
Efter sin första makes död 1244 blev hon regent i Saluzzo för sin minderåriga son Thomas I av Saluzzo. Senare samma år beslöt dock hennes far att gifta bort henne med Manfred av Sicilien. Hon tvingades därför lämna Saluzzo och sin son och regentskap för att ingå ett nytt äktenskap. 